# Oscar 1. af Sverige
Oscar 1. af Sverige (4. juli 1799 – 8. juli 1859) var konge af Sverige og Norge fra 1844 til 1859. Han var den anden monark af Huset Bernadotte.
Som det eneste barn af kong Karl 14. Johan arvede Oscar de svenske og norske troner ved sin fars død i 1844. Gennem hele sin regeringstid forfulgte han i modsætning til sin far en liberal kurs ved at gennemføre politiske reformer og forbedre båndene mellem Sverige og Norge.

## Biografi

### Tidlige liv
François Joseph Oscar Bernadotte blev født den 4. juli 1799 i Rue Cisalpine 291 i Paris som den eneste søn af den franske general Jean-Baptiste Bernadotte og hans hustru Désirée Clary. Han blev døbt med navnene François Joseph Oscar og fik navnet Joseph efter sin gudfar og onkel Joseph Bonaparte, som var gift med hans mors storesøster, Julie Clary, og senere blev konge af Napoli (1806-1808) og af Spanien (1808-1813). Navnet Oscar, der er af gælisk oprindelse, blev valgt af Napoleon Bonaparte efter en af heltene i Ossians sange, og var det navn, der blev brugt i familien, hovedsageligt af moderen og mosteren.
Oscar voksede op i Frankrig indtil 1810. Han boede sammen med sin mor og tante, dels i Paris, dels på Joseph Bonapartes landslot Château de Mortefontaine nord for Paris. I 1807 fik han sin første informator, Le Moine.
Da den svenske kong Karl 13. ikke havde legitime børn, og Sverige derfor manglede en tronarving, blev Oscars far i 1810 foreslået som svensk tronemne. Det blev i denne sammenhæng fremført som argument, at han allerede havde en søn, og den fremtidige arvefølge dermed var sikret. Den 21. august 1810 valgte valgrigsdagen i Örebro Oscars far som arving til den svenske trone. Et portræt af den unge Oscar, som blev uddelt på rigsdagen, fungerede som løftestang for valget af Bernadotte. To måneder senere, den 5. november, blev Jean-Baptiste Bernadotte formelt adopteret af kongen under navnet "Carl Johan" og blev udnævnt til kronprins af Sverige; Oscar fik tildelt titel af prins af Sverige med prædikat af kongelig højhed og blev desuden tillagt titlen hertug af Södermanland.

### Prins af Sverige
Den nye tronarving rejste til Sverige i oktober 1810, mens Oscar og hans mor flyttede fra Paris til Stockholm i januar 1811. Den unge prins voksede derefter op i Sverige. Mens Oscar hurtigt vænnede sig til livet ved hoffet og var hurtig til at tilegne sig det svenske sprog, havde hans mor svært ved at tilpasse sig og foragtede det kolde vejr. Derfor forlod hun Sverige i sommeren 1811 for først at vende tilbage i 1823. Oscar, som blev ledsaget til Sverige af Le Moine, fik med det samme en lærer i svensk og kunne hurtigt fungere som sin fars tolk. Den 17. januar 1816 blev Oscar valgt til æresmedlem af Det Kongelige Svenske Videnskabsakademi, og i 1818 blev han udnævnt til kansler for Uppsala Universitet, hvor han også tilbragte et semester. Han var den første svenske prins, der studerede på Uppsala Universitet. Hans børn fulgte i hans fodspor, og det blev en tradition, der er fortsat til i dag.
Ved Karl 13.'s død den 5. februar 1818 blev hans far konge og han selv blev kronprins i en alder af 18 år.

### Ægteskab
I sine bestræbelser på at legitimere det nye Bernadotte-dynasti udvalgte Karl 14. Johan fire prinsesser som ægteskabskandidater for sin søn. De fire prinsesser var efter hans prioritet: prinsesse Vilhelmine af Danmark, prinsesse Josefine af Leuchtenberg, prinsesse Marie af Hessen-Kassel og prinsesse Marie af Sachsen-Weimar-Eisenach. Oscar giftede sig med prinsesse Josefine, der var datter af Eugène de Beauharnais (Napoleon Bonapartes stedsøn) og prinsesse Augusta af Bayern. Hendes far havde fået tildelt titlen hertug af Leuchtenberg af den bayerske kong Maximilian 1. Joseph i 1817. Parret blev først gift per stedfortræder i Palais Leuchtenberg i München den 22. maj 1823 og derefter personligt ved en bryllupsceremoni i Stockholm den 19. juni 1823.

### Tronfølger
Som kronprins sympatiserede han hurtigt med den liberale opposition i landet. Han var kortvarigt vicekonge i Norge i 1824 og 1833. I 1832-34 fuldførte han den romantiske opera Ryno, den vildfarne ridder, som var blevet efterladt ufærdig ved den unge komponist Eduard Brendlers død. I 1839 skrev han en række artikler om folkeoplysning, og i 1841 udgav han anonymt værket Om Straff och straffanstalter, der advokerede for fængselsreformer.

### Regeringstid
Efter faderens død i 1844 fulgte Oscar ham på tronen under navnet Oscar 1. I sin regeringsperiode gennemførte han en række liberale reformer og accepterede liberale medlemmer i statsrådet. Udenrigspolitisk skiftede han fra sin fars pro-russiske kurs til at hælde mod Storbritannien. Han var positiv over for de skandinaviske samlingsideer. I den tysk-danske konflikt om Slesvig og Holsten støttede han Danmark, og under Krimkrigen stræbte han for en anti-russisk skandinavisk neutralitetspagt, som ikke kom i stand.
I 1850'erne begyndte Oscars helbred hurtigt at blive dårligere, og han blev helt lammet i 1857. Den 25. september 1857 overdrog han regeringens førelse til sin søn prins Karl, den senere Karl 15. To år senere døde Kong Oscar 1. 60 år gammel den 8. august 1859 på Stockholm Slot efter en regeringstid på lidt over 15 år. Han blev begravet i den traditionelle gravkirke for de svenske konger, Riddarholmskirken på øen Riddarholmen i Stockholm.

## Ægteskab og børn
Oscar blev gift 19. juni 1823 med Josefine af Leuchtenberg.
Oscar 1. og dronning Josefine fik fem børn:
| Portræt                      | Navn                                                                    | Født                         | Død                          | Gift med                                            | Børn |
| Med Josefine af Leuchtenberg | Med Josefine af Leuchtenberg                                            | Med Josefine af Leuchtenberg | Med Josefine af Leuchtenberg | Med Josefine af Leuchtenberg                        | Med Josefine af Leuchtenberg                                                                                              |
| ---------------------------- | ----------------------------------------------------------------------- | ---------------------------- | ---------------------------- | --------------------------------------------------- | --- |
|                              | Karl 15. Konge af Sverige og Norge Carl Ludvig Eugen                    | 3. maj 1826                  | 18. september 1872           | Louise Prinsesse af Nederlandene gift 19. juni 1850 | - Louise, Dronning af Danmark - Prins Carl Oscar, Hertug af Södermanland                                                  |
|                              | Gustaf Hertug af Uppland Frans Gustaf Oscar                             | 18. juni 1827                | 24. september 1852           |                                                     | |
|                              | Oscar 2. Konge af Sverige og Norge Oscar Fredrik                        | 21. januar 1829              | 8. december 1907             | Sophie Prinsesse af Nassau gift 6. juni 1857        | - Kong Gustav 5. af Sverige - Prins Oscar Bernadotte - Prins Carl, Hertug af Västergötland - Prins Eugen, Hertug af Närke |
|                              | Eugénie Prinsesse af Sverige Charlotta Eugenia Augusta Amalia Albertina | 24. april 1830               | 23. april 1889               |                                                     | |
|                              | August Hertug af Dalarne Nikolaus August                                | 24. august 1831              | 4. marts 1873                |                                                     | |